# Иваново-Тимофеевский
Иваново-Тимофеевский — упразднённый хутор в Новосергиевском районе Оренбургской области. На момент упразднения входил в состав сельского поселения Рыбкинский сельсовет. Исключен из учётных данных в 1997 году.

## География
Располагался на правом берегу реки Кинделя выше впадения в неё реки Кочканка, на расстоянии, примерно, 5 километров к юго-западу от села Рыбкино.

## История
Населенный пункт возник в 1930-е годы в результате слияния хуторов Ивановский и Тимофеевский.
По данным на 1931 год хутора Ивановский и Тимофеевский состояли соответственно из 9 и 20 хозяйств. В административном отношении входили в состав Рыбкинсного сельсовета Покровского района Средневолжского края.
По данным на 1939 год хутор Ивано-Тимофеевский входил в состав Рыбкинского сельсовета Покровского района. В хуторе действовал колхоз имени Карла Маркса.
Фактически перестал существовать в 1980-е годы. В справочнике «Административно-территориальное деление за 1990 г.» хутор не упоминается.
Постановление Законодательного Собрания Оренбургской области от 29 декабря 1997 г. хутор исключен из учётных данных.

## Население
По данным на 1930 год на хуторе Ивановском проживало 37 человек, основное население — украинцы; на хуторе Тимофеевском проживало 97 человек, основное население — мордва.